# Xiphocentron insulare
Xiphocentron insulare är en nattsländeart som beskrevs av Georg Ulmer 1913. Xiphocentron insulare ingår i släktet Xiphocentron och familjen Xiphocentronidae. Inga underarter finns listade i Catalogue of Life.